# 아르카스 (충돌구)

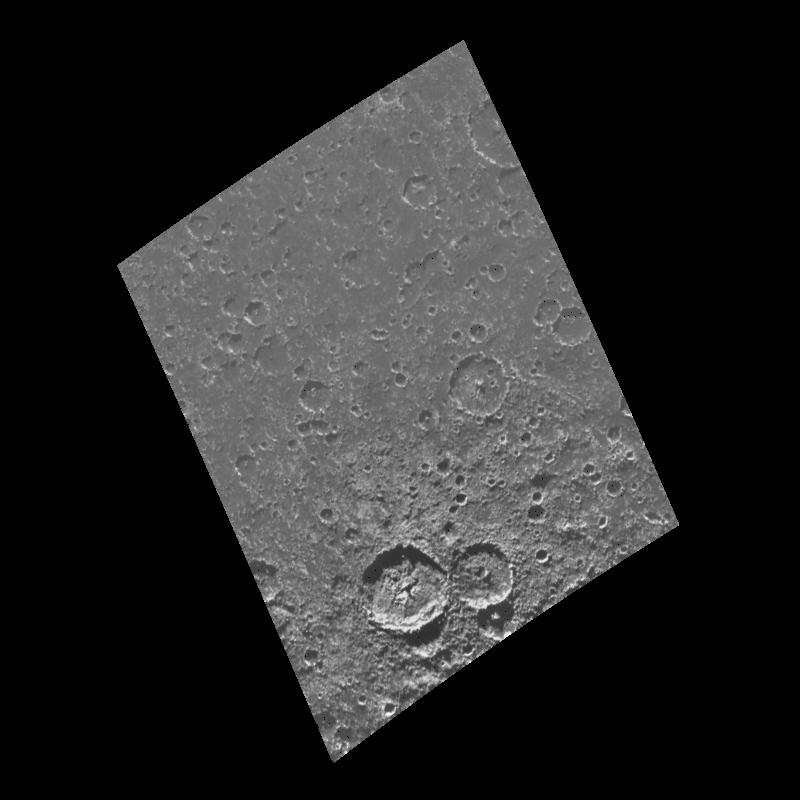
칼리스토 남극 주변을 찍은 갈릴레오 탐사선의 사진.

아르카스(영어: Arcas)는 목성의 위성인 칼리스토에 있는, 지름 60km의 충돌구이다. 아르카스는 중앙에 언덕이 있는 형태의 충돌구 중 하나이다. 아르카스 주위의 작은 충돌구는 "기난디"(Ginandi)라고 불린다.
충돌구의 이름은 그리스 신화에서 칼리스토의 아들인 아르카스의 이름을 따서 지어졌다.